# William Anders
Pour les articles homonymes, voir Anders.
William Anders, né le 17 octobre 1933 à Hong Kong et mort le 7 juin 2024 dans les îles San Juan, est un astronaute américain entre 1964 et 1969. Il participe aux programmes Gemini et Apollo.

## Biographie
William Alison Anders naît le 17 octobre 1933 à Hong Kong puis grandit à San Diego. Il est diplômé de l'Académie navale d'Annapolis en 1955 puis en ingénierie nucléaire à l'Air Force Institute of Technology de la base de Wright-Patterson (Ohio) en 1962. Il atteint le grade de major général (équivalent de général de division en France) dans l'USAF.

### Activités à la NASA

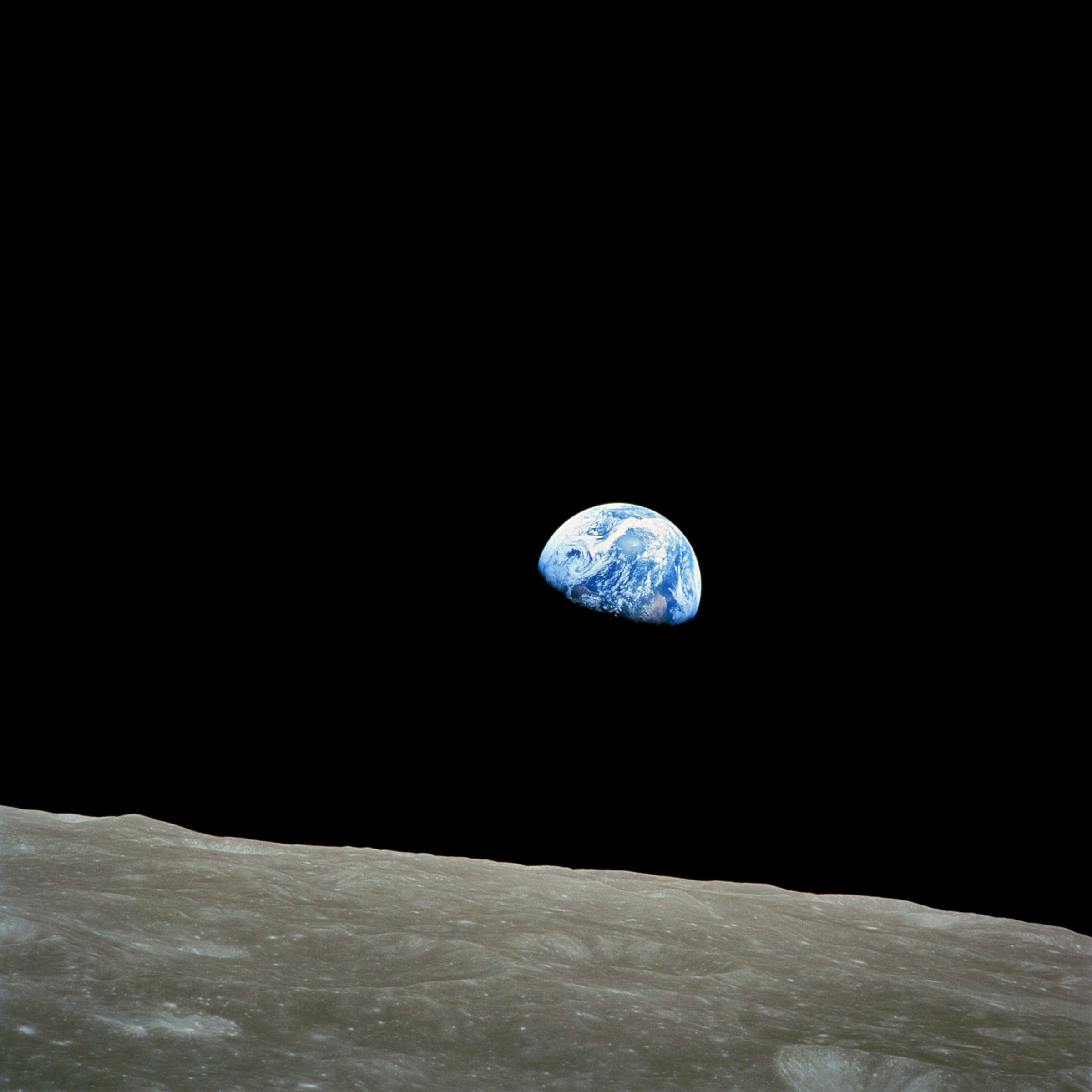
Lever de Terre depuis l'orbite lunaire, photo prise par William Anders le 24 décembre 1968.

En 1964, William Anders est sélectionné comme astronaute par la NASA. Il travaille dans les domaines de la dosimétrie, des effets des radiations et les aspects environnementaux. Il est pilote remplaçant de la mission Gemini XI, puis membre de la mission Apollo 8, qui est la première en orbite lunaire en décembre 1968, et remplaçant de la mission Apollo 11. Lors de la mission Apollo 8, il prend notamment la célèbre photographie Lever de Terre qui montre un lever de Terre depuis l'orbite lunaire,. Il quitte la NASA en 1969.

### Carrière après la NASA
William Anders est nommé en 1973 président de la délégation américaine dans le programme d'échange américano-russe sur la fission et la fusion nucléaire, puis nommé par le président Gerald Ford premier président du Nuclear Regulatory Commission. Il est ensuite ambassadeur des États-Unis en Norvège jusqu'en 1977.
Il rejoint en 1977 General Electric, qu'il quitte en 1984 pour le groupe Textron, puis, en 1990, il rejoint General Dynamics, dont il devient PDG l'année suivante. 
Il prend sa retraite en 1994. Peu après, il met en place la Fondation Anders, qui soutient des initiatives environnementales et d'éducation. Elle finance notamment le Yosemite National Institute et l'Olympic Park Institute.

### Vie privée
William Anders est marié et le couple a six enfants. Il s'installent en 1993 à Orcas.

### Mort
Le 7 juin 2024, William Anders prend seul les commandes d'un vieil avion Beechcraft T-34 Mentor au-dessus des îles San Juan dans l'État de Washington. L'appareil s'écrase dans la matinée et l'accident est annoncé à 11 h 40. Quelques heures plus tard, son fils confirme la mort de William Anders à l'âge de 90 ans.